# 独家試愛
『独家試愛』（原題：獨家試愛、英題：Marriage with A Fool）は、2006年に公開された、ステフィー・タンとアレックス・フォン主演の香港コメディ・恋愛映画。日本未公開。

## 出演
- ステフィー・タン - 鄺美宝
- アレックス・フォン - 林嘉華
- ペース・ウー - Josephine
- テレサ・フー
- ヴィンセント・コク
- フィリップ・ン - Phillp
- レイラ・トン
- 王祖藍 - 藍威宝

## 歌
主題歌
- 「十分・愛（合唱版）」（歌：ステフィー・タン、アレックス・フォン）

エンディング曲
- 「愛你変成恨你」（歌：キャリー・ン）

挿入歌
- 「為何他会離開你」（歌：サンディ・ラム）
- 「我有今日」（歌：ジャスティン・ロー）
- 「領会」（歌：ロナルド・チェン）
- 「他不准我哭」（歌：ステフィー・タン）